# Witbuikdwergtiran
De witbuikdwergtiran (Euscarthmus meloryphus) is een zangvogel uit de familie Tyrannidae (tirannen).

## Verspreiding en leefgebied
Deze soort komt wijdverspreid voor in Zuid-Amerika en telt twee ondersoorten:
- E. m. paulus: noordoostelijk Colombia en noordelijk Venezuela.
- E. m. meloryphus: van zuidelijk Peru en Bolivia tot centraal en oostelijk Brazilië, Uruguay en noordelijk Argentinië.

## Status
De grootte van de populatie is niet gekwantificeerd maar de soort wordt omschreven als algemeen. Op de Rode lijst van de IUCN heeft deze soort de status niet bedreigd.